# The Search Is Over
The Search Is Over – ballada rockowa zespołu Survivor wydana na singlu w roku 1985. Utwór pochodzi z albumu Vital Signs.

## Listy przebojów
| Kraj              | Lista (1985)       | Pozycja |
| ----------------- | ------------------ | ------- |
| Stany Zjednoczone | Billboard Hot 100  | 4       |
| Stany Zjednoczone | Adult Contemporary | 1       |